# Чемпионат мира по волейболу среди женщин 1952
1-й чемпионат мира по волейболу среди женщин прошёл с 17 по 29 августа 1952 года в Москве на стадионе «Динамо» с участием 8 национальных сборных команд. Чемпионский титул выиграла сборная СССР.

## Команды-участницы
Болгария, Венгрия, Индия, Польша, Румыния, СССР, Франция, Чехословакия.

## Результаты
| М | Команда      | 1   | 2   | 3   | 4   | 5   | 6   | 7   | 8   | И | В | П | С/П   | О  |
| - | ------------ | --- | --- | --- | --- | --- | --- | --- | --- | - | - | - | ----- | -- |
| 1 | СССР         |     | 3:0 | 3:0 | 3:0 | 3:0 | 3:0 | 3:0 | 3:0 | 7 | 7 | 0 | 21:0  | 14 |
| 2 | Польша       | 0:3 |     | 3:1 | 3:1 | 3:1 | 3:0 | 3:0 | 3:0 | 7 | 6 | 1 | 18:6  | 13 |
| 3 | Чехословакия | 0:3 | 1:3 |     | 3:2 | 3:0 | 3:0 | 3:0 | 3:0 | 7 | 5 | 2 | 16:8  | 12 |
| 4 | Болгария     | 0:3 | 1:3 | 2:3 |     | 3:1 | 3:1 | 3:1 | 3:0 | 7 | 4 | 3 | 15:12 | 11 |
| 5 | Румыния      | 0:3 | 1:3 | 0:3 | 1:3 |     | 3:1 | 3:0 | 3:0 | 7 | 3 | 4 | 11:13 | 10 |
| 6 | Венгрия      | 0:3 | 0:3 | 0:3 | 1:3 | 1:3 |     | 3:1 | 3:0 | 7 | 2 | 5 | 8:16  | 9  |
| 7 | Франция      | 0:3 | 0:3 | 0:3 | 1:3 | 0:3 | 1:3 |     | 3:0 | 7 | 1 | 6 | 5:18  | 8  |
| 8 | Индия        | 0:3 | 0:3 | 0:3 | 0:3 | 0:3 | 0:3 | 0:3 |     | 7 | 0 | 7 | 0:21  | 7  |

17 августа: Польша — Венгрия 3:0 (15:5, 15:3, 15:5); СССР — Болгария 3:0 (15:10, 15:4, 15:6).
18 августа: Чехословакия — Румыния 3:0 (15:10, 15:12, 15:4).
19 августа: Польша — Болгария 3:1 (15:12, 15:9, 4:15, 15:9).
20 августа: Румыния — Франция 3:0 (15:7, 15:5, 16:14); Чехословакия — Венгрия 3:0 (15:9, 15:8, 15:9).
22 августа: Польша — Индия 3:0 (15:1, 15:3, 15:0); СССР — Румыния 3:0 (15:5, 15:3, 15:7); Чехословакия — Франция 3:0 (15:4, 15:1, 15:0).
23 августа: Болгария — Венгрия 3:1 (15:5, 9:15, 15:12, 15:10); Польша — Румыния 3:1 (15:10, 11:15, 15:5, 15:7); Франция — Индия 3:0; СССР — Чехословакия 3:0 (15:10, 15:5, 15:6).
24 августа: Болгария — Индия 3:0 (15:1, 15:4, 15:4); Польша — Чехословакия 3:1 (15:5, 15:8, 10:15, 15:5); Венгрия — Франция 3:1 (15:4, 12:15, 15:13, 15:7).
25 августа: СССР — Индия 3:0 (15:0, 15:1, 15:1).
26 августа: Болгария — Румыния 3:1 (15:10, 16:18, 15:12, 15:9); Венгрия — Индия 3:0 (15:2, 15:6, 15:2); СССР — Франция 3:0 (15:2, 15:3, 15:7).
27 августа: Польша — Франция 3:0 (15:7, 15:7, 15:10); Чехословакия — Болгария 3:2 (15:3, 5:15, 15:11, 13:15, 16:14); Румыния — Индия 3:0 (15:7, 15:7, 15:1).
28 августа: Болгария — Франция 3:1 (15:6, 5:15, 15:4, 15:10); СССР — Венгрия 3:0 (15:2, 15:5, 15:4); Чехословакия — Индия 3:0 (15:1, 15:0, 15:2).
29 августа: Румыния — Венгрия 3:1 (9:15, 15:1, 15:13, 15:11); СССР — Польша 3:0 (15:8, 15:4, 15:8).

## Итоги

Сборная СССР — чемпион мира 1952

### Положение команд
| СССР         |
| Польша       |
| Чехословакия |
| 4. Болгария  |
| 5. Румыния   |
| 6. Венгрия   |
| 7. Франция   |
| 8. Индия     |

### Призёры
СССР: Милития Кононова, Валентина Свиридова, Серафима Кундиренко, Александра Чудина, Зинаида Кузькина, Вера Озерова, Мария Топоркова, Анна Пономарёва, Софья Горбунова, Мария Сёмина, Татьяна Бунина, Миньона Саксе. Главный тренер — Валентина Осколкова.
  Польша: Клементина Цельник, Данута Ношка, Уршула Фигвер, Кристина Хаец, Александра Кубяк, Халина Орджеховская, Халина Томашевская, Катажина Вельсынг, София Воеводзкая, Кристина Закаевская, Мирослава Закшевская. Главный тренер — Зыгмунт Кжижановски.
  Чехословакия: Вера Бохенкова, Зденка Черна, Божена Цигрова, Бронислава Досталова, Индра Гола, Божена Луточкова, Регина Маталикова, Эмилия Рообова, Бела Штульцова, Ружена Свободова, Либуше Свозилова, Богумила Валашкова. Главный тренер — Мирослав Ровны.